# Eclissi solare del 9 aprile 2043
L'eclissi solare del 9 aprile 2043 è un evento astronomico che avrà luogo il suddetto giorno attorno alle ore 18:57 UTC.